# No Life for Me
No Life for Me è un album in studio collaborativo di Wavves e Cloud Nothings, pubblicato nel 2015.

## Tracce
1. Untitled I – 1:21
2. How It's Gonna Go – 3:28
3. Come Down – 2:59
4. Hard To Find – 2:48
5. Untitled II – 1:15
6. Nervous – 2:12
7. No Life For Me – 3:20
8. Such a Drag – 2:14
9. Nothing Hurts – 1:48